# Mike Devecka
Michael Alan „Mike“ Devecka (* 13. November 1947 in Portland, Oregon) ist ein ehemaliger US-amerikanischer Nordischer Kombinierer und Skispringer.
Devecka wurde 1972, 1974, 1975 und 1979 nationaler Meister in der Nordischen Kombination sowie 1978 im Skispringen von der Großschanze. Er trat insgesamt drei Mal in der Nordischen Kombination bei Olympischen Winterspielen an. 1972 belegte er im japanischen Sapporo den 21. Rang. In Innsbruck, Österreich reichte es nur für Platz 28 und bei seiner letzten Teilnahme in Lake Placid, New York stieg er beim 15-km-Langlauf aus.
Devecka studierte am Fort Lewis College und machte dort 1969 einen Abschluss in Geschichte. 1999 wurde er in die Hall of Fame für Skisportler aus Colorado aufgenommen.
Mit der Eisschnellläuferin Dianne Holum hat er eine Tochter Kirstin, welche ebenfalls im Eisschnelllauf antritt.